# Receptor androgénico
El receptor androgénico (también llamado NR3C4) es un receptor intracelular, por lo general en el citoplasma, de la subfamilia 3, grupo C, miembro 4 que resulta activado con la unión de cualquiera de las hormonas androgénicas testosterona o dihidrotestosterona. La función principal del receptor de andrógenos es el de unirse a factores de transcripción que regulan la expresión genética de diversas proteínas. Sin embargo, el receptor androgénico tiene funciones adicionales que son independientes de la unión al ADN. Este es un receptor con parecidos estructurales al receptor mineralocorticoide, receptor de la progesterona, y otros. Las progestinas a dosis elevadas son capaces de bloquear la acción del receptor androgénico.
Estos receptores tienen una gran importancia en la formación de tumores ya que están presentes en algunas células cancerosas, además, en el caso del cáncer de próstata, los andrógenos se unen a los receptores dentro de las células cancerosas y estimulan la multiplicación celular. Por ello, suponen una importante diana en el tratamiento de esta patología. El enhancer y el gen que codifica para estos receptores contienen mutaciones recurrentes, como reordenamientos estructurales y cambios en el número de copias, adquiridos en la progresión del tratamiento con la terapia dirigida a estos receptores, por tanto, la evolución de la enfermedad está determinada por el genotipo del receptor androgénico.